# Trachischium
Trachischium is een geslacht van slangen uit de familie toornslangachtigen en de onderfamilie waterslangen (Natricinae).

## Naam en indeling
De wetenschappelijke naam van de groep werd voor het eerst voorgesteld door Albert Günther in 1858. Er zijn zeven soorten, inclusief de pas in 2019 beschreven soort Trachischium apteii. De slangen werden eerder aan andere geslachten toegekend, zoals Calamaria, Ablabes en Cyclophis. 

## Verspreidingsgebied
De soorten komen voor in delen van Azië en leven in de landen Nepal, Bangladesh, India, Bhutan en China.

## Soorten
Het geslacht omvat de volgende soorten, met de auteur en het verspreidingsgebied.
| Naam                   | Auteur                                       | Verspreidingsgebied                     |
| ---------------------- | -------------------------------------------- | --------------------------------------- |
| Trachischium apteii    | Bhosalea, Gowande, Mirzad, 2019              | India                                   |
| Trachischium fuscum    | Blyth, 1854                                  | Nepal, India                            |
| Trachischium guentheri | Boulenger, 1890                              | India, Bangladesh, Nepal, Bhutan, China |
| Trachischium laeve     | Peracca, 1904                                | India, Nepal, Bhutan                    |
| Trachischium monticola | Cantor, 1839                                 | India, Bangladesh, China                |
| Trachischium sushantai | Raha, S. Das, Bag, Debnath & Pramanick, 2018 | India                                   |
| Trachischium tenuiceps | Blyth, 1854                                  | Nepal, Bangladesh, India, Bhutan, China |